# Щедрин, Николай Николаевич
Николай Николаевич Щедрин (1891—1974) — советский учёный-энергетик, специалист в области расчета токов короткого замыкания и устойчивости энергосистем, доктор технических наук, профессор, член-корреспондент АН Узбекской ССР.

## Биография
В 1916 году поступил в Петроградский политехнический институт. В 1919—1921 гг. служил в РККА, участвовал в войне с Польшей.
В 1921 году продолжил учёбу в политехническом институте, в 1924 году защитил диплом и оставлен на преподавательской работе: ассистент, доцент, с 1940 года профессор кафедры «Электрические станции». Параллельно в отдельные периоды работал в Ленэнерго и лаборатории Смурова, читал курсы лекций в Ленинградском электротехническом институте им. В. И. Ульянова (Ленина) и на Всесоюзных курсах по повышению квалификации инженеров.
В 1947 году переехал из Ленинграда в Ташкент, заведовал кафедрой Среднеазиатского политехнического института. В том же году избран членом-корреспондентом АН Узбекской ССР. Руководил научными исследованиями по вопросам применения преобразовательной техники для регулируемого электропривода.
В 1954 году по состоянию здоровья вернулся в Ленинград. Работал научным консультантом и редактором трудов Научно-технического совета НИИ постоянного тока.

## Сочинения
- Токи короткого замыкания высоковольтных систем [Текст] : (Методы вычисления) : Утв. ГУУЗом НКТП в качестве учеб. пособия для энергетич. втузов / Н. Щедрин. — Ленинград ; Москва : Онти. Глав. ред. энергетич. лит-ры, 1935 (Л. : тип. «Кр. печатник»). — Переплет, 455 с. : черт.; 23х16 см.
- Упрощение электрических систем при моделировании [Текст]. — Москва ; Ленинград : Энергия, 1966. — 159 с. : черт.; 22 см.
- Задачи по расчету коротких замыканий [Текст] / Н. Н. Щедрин, С. А. Ульянов. — Москва ; Ленинград : Госэнергоиздат, 1955. — 232 с. : черт.; 20 см.

## Награды
Заслуженный деятель науки и техники РСФСР (1961) и Узбекской ССР. Награждён орденом Трудового Красного Знамени (1957) и тремя Почётными грамотами Верховного Совета Узбекской ССР.